# Luísa Baptista
Luísa Djanice da Silva Baptista (Menongue - 16 de abril de 1995) é uma psicóloga e modelo angolana e vencedora de concurso de beleza que conquistou o título de Miss Angola 2016 após se qualificar como Miss Cuando-Cubango; a primeira vez que alguém daquela região conquistou o título de Miss Angola. Ela representou Angola no Miss Universo 2016.

## Início de vida
Luísa nasceu e foi criada em Menongue, no Cuando-Cubango. Iniciou sua licenciatura em psicologia no ano de 2014 pela Escola Superior Politécnica da Universidade Cuito Cuanavale.

## Concurso Miss Angola
Baptista qualificou-se para competir no concurso de beleza Miss Angola em 2015 depois de se tornar Miss Cuando-Cubango. O pacote de prémios consistia em 200.000 kwanzas angolanos, um carro, um telemóvel, uma televisão e um aparelho de som. Baptista disse depois que esperava usar a vitória para promover a conscientização sobre o HIV/AIDS e sobre o cancro entre os jovens. Ela foi convencida a competir pela sua família, pois esperava qualificar-se para uma bolsa de estudos através da participação.
Em dezembro de 2015, Baptista de 20 anos conquistou o título de Miss Angola 2016 entre 17 concorrentes, a primeira a vencer do Cuando Cubango. Ela sucedeu a Whitney Shikongo, que estava a competir no Miss Universo 2015 na época. Ela foi coroada pela Miss Universo 2011 Leila Lopes. O objetivo de Baptista como Miss Angola é ser embaixadora de projetos e ações sociais. Ao regressar à sua província natal, desfilou pelas ruas de Menongue em carro aberto.
Desde que ganhou o título, ela visitou orfanatos no Quilamba, clínicas de maternidade e os concursos regionais de beleza para o ano seguinte. Baptista competiu no Miss Universo 2016.